# Leptochilus atroscutellatus
Leptochilus atroscutellatus är en stekelart som beskrevs av Giordani Soika 1952. Leptochilus atroscutellatus ingår i släktet Leptochilus och familjen Eumenidae. Inga underarter finns listade i Catalogue of Life.